# McCartney Kesslerová
McCartney Kesslerová (* 8. července 1999 Calhoun, Georgie) je americká profesionální tenistka. Ve své dosavadní kariéře na okruhu WTA Tour vyhrála tři turnaje ve dvouhře a jeden ve čtyřhře. V sérii WTA 125 vybojovala jednu singlovou trofej. V rámci okruhu ITF získala tři tituly ve dvouhře a dva ve čtyřhře.
Na žebříčku WTA byla ve dvouhře nejvýše klasifikována v červnu 2025 na 30. místě a ve čtyřhře v březnu téhož roku na 152. místě.

## Soukromý život
Narodila se v rodině Carla Kesslera a jeho manželky Julie, rozené Driggersové,oba rodiče hráli tenis během studií na univerzitě (University of Central Florida). Má starší sestru Mackenzie a staršího bratra McClaina, kteří rovněž hráli univerzitní tenis na Floridě. V Calhounu v prosinci 2017 absolvovala střední školu, kde rovněž hrála tenis, a dala se zapsat na univerzitu. 

## Tenisová kariéra
Grandslamové kvalifikace se poprvé zúčastnila jako členka čtvrté světové stovky na US Open 2023, v jejímž závěru ji do hlavní soutěže nepustila Němka Eva Lysová. Na okruhu WTA Tour debutovala ve 24 letech lednovým ASB Classic 2024 v Aucklandu, kde prošla kvalifikací. V úvodu dvouhry podlehla švýcarské spolukvalifikantce a novozélandské rodačce Lulu Sunové.
V polovině ledna 2024 zasáhla poprvé do grandslamu, když do dvouhry Australian Open 2024 obdržela divokou kartu od Americké tenisové asociace po triumfu v kvalifikačním turnaji. Tím se stala 60tisícová událost ITF v georgijském Rome, hraná během října 2023. V jejím prvním kole vyřadila nejvýše nasazenou Taylor Townsendovou, jíž patřila sedmdesátá sedmá příčka klasifikace. Zaznamenala tak první kariérní výhru nad členkou z Top 100. První zápas na túře WTA vyhrála v melbournské dvouhře, když postoupila do druhého kola přes francouzskou kvalifikantku Fionu Ferrovou. V něm však nenašla recept na českou světovou padesátku Lindu Noskovou.

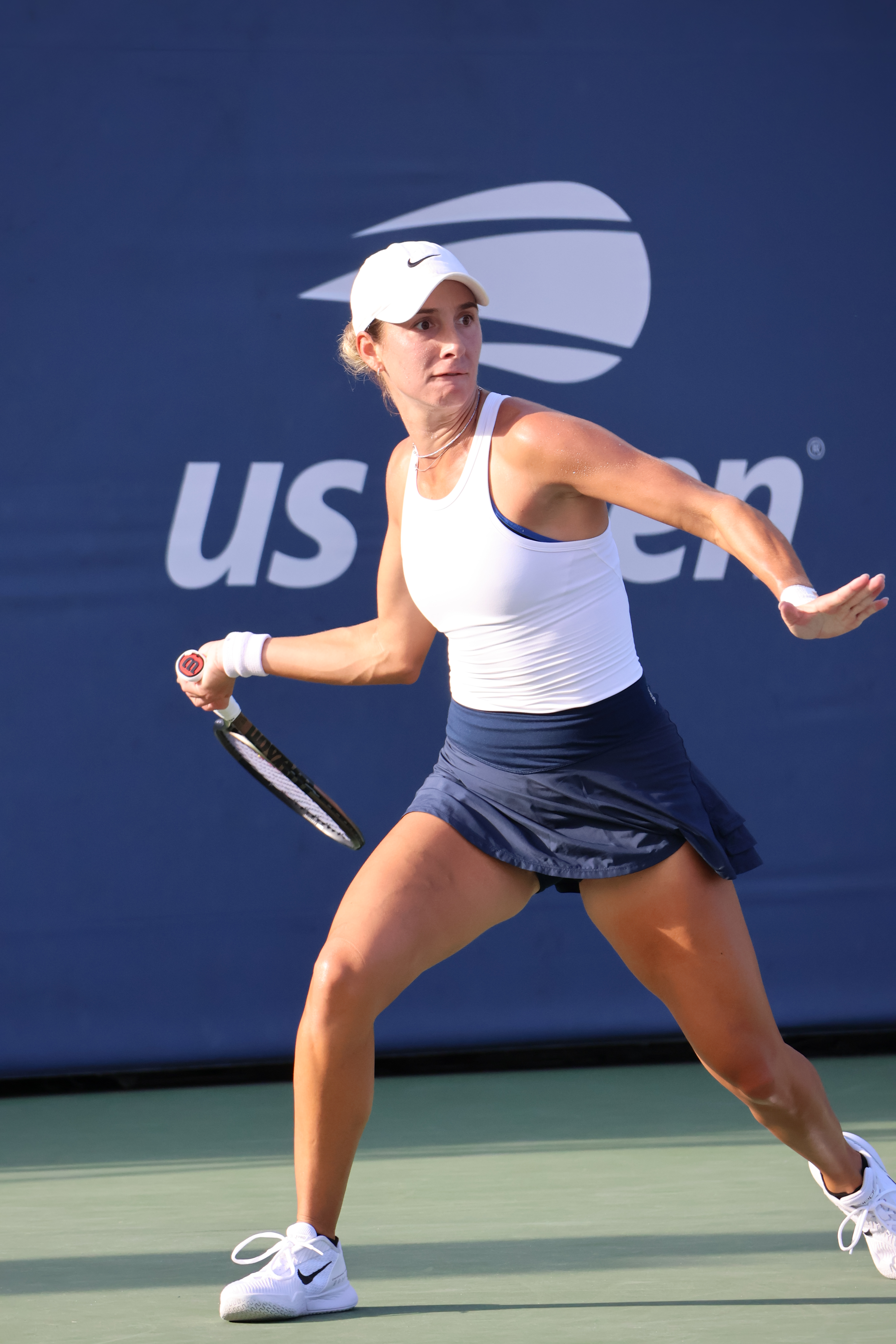
V kvalifikaci grandslamu i okruhu WTA Tour debutovala na US Open 2023

Z mexického přímořského letoviska Puerto Vallarta si odvezla debutový titul v sérii WTA 125, když ovládla únorový Puerto Vallarta Open 2024. Z pozice 153. hráčky žebříčku musela odehrát kvalifikaci. V ní prohrála s Liv Hovdeovou. Přesto se zúčastnila navazující dvouhry jako šťastná poražená, po odstoupení zraněné Anisimovové. V hlavní soutěži poté vyřadila pět členek druhé světové stovky, Nataliju Stevanovićovou, Claire Liuovou, Léolii Jeanjeanovou, Hailey Baptisteovou a ve finále australskou teenagerku Taylah Prestonovou. V závěrečném duelu otočila nepříznivý průběh, po prohrané úvodní sadě a ztraceném servisu v té druhé. V kategorii WTA 1000 se premiérově představila díky divoké kartě na březnovém BNP Paribas Open 2024 v Indian Wells. Rychlou stopku jí vystavila španělská kvalifikantka Nuria Párrizasová Díazová. Na charlestonském Credit One Charleston Open 2024 odehrála první turnaj v úrovni WTA 500. Z pozice šťastné poražené kvalifikantky, po porážce od Vickeryové, získala jediný game s Dánkou Caroline Wozniackou v zahajovacím utkání dvouhry.
Přes Mexičanku Renatu Zarazúovou poprvé postoupila z kvalifikace do hlavní soutěže v All England Clubu. V úvodu Wimbledonu 2024 však uhrála jen čtyři gamy na světovou devítku Marii Sakkariovou. Nástrahy kvalifikačního síta zvládla i na washingtonském Mubadala Citi DC Open 2024. V třísetovém duelu prvního kola podlehla pozdější finalistce Marii Bouzkové z páté desítky žebříčky. Z americké metropole odcestovala do pensylvánského Landisville, kde poprvé ovládla 100tisícový turnaj ITF. Výhry nad kvalifikantkami Išií Sajakovou a Irynou Šymanovičovou, Ukrajinkou Julijí Starodubcevovou, Nizozemkou Arianne Hartonovou a ve finále Australankou Olivií Gadeckou jí dodaly potřebných 100 bodů k průlomu do první světové stovky žebříčku WTA. V jeho následném vydání z 12. srpna 2024 se posunula o deset příček výše, na 100. místo.

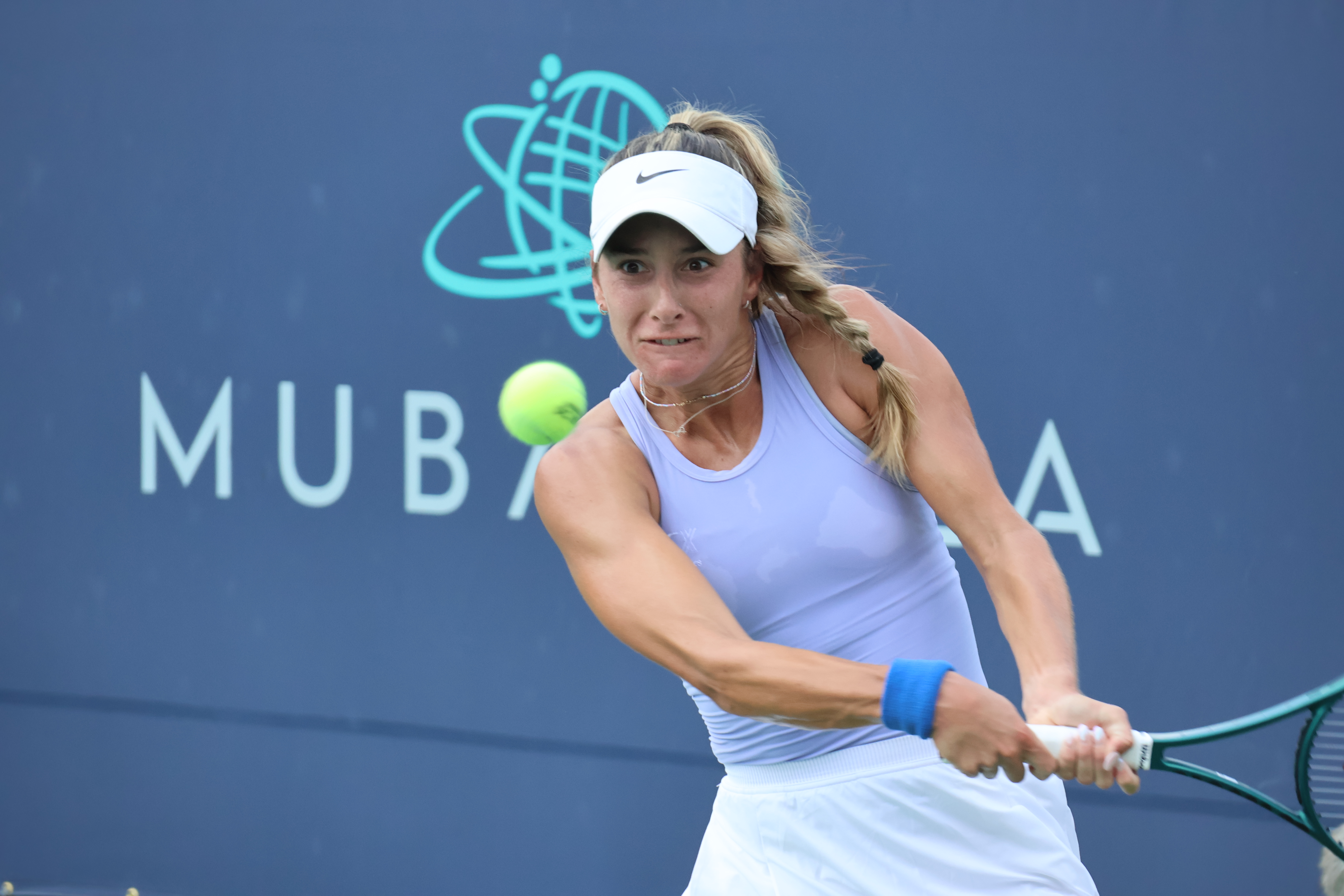
Na Washington Open 2024 podlehla Bouzkové

Ze závěrečné generálky před newyorským grandslamem, clevelandským Tennis in the Land 2024, si odvezla první titul v rámci okruhu WTA Tour. Do dvouhry vstoupila, po obdržení divoké karty, výhrami nad krajankou Katrinou Scottovou a třicátou sedmou ženou klasifikace Wang Sin-jü, znamenající první kariérní vítězství nad členkou z Top 50. Poprvé v kariéře tím na túře WTA postoupila do čtvrtfinále, v němž ji nezastavila Arantxa Rusová. Druhý vyhraný zápas nad příslušnicí světové padesátky přidala v semifinále, kde zdolala Anastasiji Potapovovou. V souboji o titul porazila nejvýše nasazenou Brazilku a dvacátou třetí tenistku světa Beatriz Haddad Maiovou. V rozhodující třetí sadě otočila poměr her ze stavu 1–3. Na clevelandský turnaj přitom přicestovala jen s jediným vyhraným utkáním v hlavní soutěži WTA, na lednovém Australian Open. Po skončení v závěru srpna 2024 figurovala na žebříčkovém maximu, 63. místě. Na navazujícím US Open 2024 startovala poprvé v hlavní soutěži grandslamu přímo na základě žebříčku, bez nutnosti účasti v kvalifikaci či zisku divoké karty. Rychlou stopku jí po dvousetovém průběhu vystavila ukrajinská světová devatenáctka Marta Kosťuková.
Druhá kariérní trofej WTA z lednového Hobart International 2025 ji poprvé posunula do světové padesátky žebříčku, na 47. místo. Při hobartském debutu vyřadila na cestě do finále sedmou nasazenou Rebeccu Šramkovou, Argentinku Maríu Lourdes Carléovou, turnajovou jedničku Dajanu Jastremskou a Elinu Avanesjanovou. V prvním vzájemném duelu pak ve finále zdolala druhou nasazenou dvojnásobnou šampionku turnaje Elise Mertensovou po třísetovém průběhu. Z třetího kasiérního finále dvouhry odešla poprvé poražena, když nezvládla závěrečný duel na austinském ATX Open 2025. Ve dvou setech ji přehrála světová čtyřka Jessica Pegulaová. Na centrální dvorec se vrátila k finále austinské čtyřhry. Spolu s Čang Šuaj z něho odešly poraženy od páru Anna Blinkovová a Jüan Jüe. První kariérní zápas na trávě vyhrála na červnovém HSBC Championships 2025 v londýnském Queen's Clubu, kde vyřadila Francescu Jonesovou. Poté však prohrála se světovou pětkou Čeng Čchin-wen, když ve třetí sadě ztratila vedení gamů 4–1. Z navazujícího travnatého Lexus Nottingham Open 2025 si odvezla třetí kariérní trofej WTA.  Nejvýše postavenou soupeřku zdolala již v úvodním třísetovém dramatu s vyrovnanými sety, dvacátou první hráčku pořadí Beatriz Haddad Maiovou. Přes Ču Lin prošla do čtvrtfinále, v němž si poradila s dvojnásobnou obhájkyní Katie Boulterovou. Nezastavila ji ani Slovenka Šramková. Ve finále porazila Dajanu Jastremskou po dvousetovém průběhu. Po skončení debutovala v Top 40, když se posunula o čtrnáct míst výše, na 32. příčku žebříčku.

## Finále na okruhu WTA Tour
| Legenda                  |
| ------------------------ |
| D – dvouhra; Č – čtyřhra |
| Grand Slam (0)           |
| Turnaj mistryň (0)       |
| WTA 1000 (1–0 Č)         |
| WTA 500 (0)              |
| WTA 250 (3–1 D; 0–1 Č)   |

### Dvouhra: 4 (3–1)
| Stav       | č. | datum       | turnaj                         | kategorie | povrch | soupeřka ve finále    | výsledek      |
| ---------- | -- | ----------- | ------------------------------ | --------- | ------ | --------------------- | ------------- |
| Vítězka    | 1. | srpen 2024  | Cleveland, Spojené státy       | WTA 250   | tvrdý  | Beatriz Haddad Maiová | 1–6, 6–1, 7–5 |
| Vítězka    | 2. | leden 2025  | Hobart, Austrálie              | WTA 250   | tvrdý  | Elise Mertensová      | 6–4, 3–6, 6–0 |
| Finalistka | 1. | březen 2025 | Austin, Spojené státy          | WTA 250   | tvrdý  | Jessica Pegulaová     | 5–7, 2–6      |
| Vítězka    | 3. | červen 2025 | Nottingham, Spojené království | WTA 250   | tráva  | Dajana Jastremská     | 6–4, 7–5      |

### Čtyřhra: 2 (1–1)
| Stav       | č. | datum         | turnaj                | kategorie | povrch | spoluhráčka   | soupeřky ve finále           | výsledek          |
| ---------- | -- | ------------- | --------------------- | --------- | ------ | ------------- | ---------------------------- | ----------------- |
| Finalistka | 1. | březen 2025   | Austin, Spojené státy | WTA 250   | tvrdý  | Čang Šuaj     | Anna Blinkovová Jüan Jüe     | 6–3, 1–6, [4–10]  |
| Vítězka    | 1. | 6. srpna 2025 | Montréal, Kanada      | WTA 1000  | tvrdý  | Coco Gauffová | Taylor Townsendová Čang Šuaj | 6–4, 1–6, [13–11] |

## Finále série WTA 125

### Dvouhra: 1 (1–0)
| Legenda       |
| ------------- |
| WTA 125 (1–0) |

| Stav    | č. | datum     | turnaj                  | povrch | soupeřka ve finále | výsledek      |
| ------- | -- | --------- | ----------------------- | ------ | ------------------ | ------------- |
| Vítězka | 1. | únor 2024 | Puerto Vallarta, Mexiko | tvrdý  | Taylah Prestonová  | 5–7, 6–3, 6–0 |

## Tituly na okruhu ITF
| Kategorie okruhu ITF | Kategorie okruhu ITF |
| -------------------- | -------------------- |
| Turnaje W100         | Turnaje W80          |
| Turnaje W75/W60      | Turnaje W50/W40      |
| Turnaje W35/W25      | Turnaje W15/W10      |

### Dvouhra (3 tituly)
| Č. | datum      | turnaj                     | kategorie | povrch    | poražená finalistka | výsledek      |
| -- | ---------- | -------------------------- | --------- | --------- | ------------------- | ------------- |
| 1. | říjen 2023 | Rome, Spojené státy        | W60       | tvrdý (h) | Grace Minová        | 6–2, 6–1      |
| 2. | leden 2024 | Rome, Spojené státy (2)    | W75       | tvrdý (h) | Liv Hovdeová        | 6–4, 6–1      |
| 3. | srpen 2024 | Landisville, Spojené státy | W100      | tvrdý     | Olivia Gadecká      | 4–6, 6–2, 6–4 |

### Čtyřhra (2 tituly)
| Č. | datum      | turnaj                   | kategorie | povrch | spoluhráčka     | poražené finalistky                      | výsledek         |
| -- | ---------- | ------------------------ | --------- | ------ | --------------- | ---------------------------------------- | ---------------- |
| 1. | duben 2023 | Jackson, Spojené státy   | W25       | antuka | Jaeda Danielová | Allura Zamarripová Maribella Zamarripová | 1–6, 6–1, [10–5] |
| 2. | září 2023  | Templeton, Spojené státy | W60       | tvrdý  | Alana Smithová  | Jessie Aneyová Jaeda Danielová           | 7–5, 6–4         |